# Лов (ТВ филм)
„Лов” је југословенски ТВ ТВ филм из 1974. године. Режирао га је Желимир Месарић а сценарио је написао Стјепан Шешељ.

## Улоге
| Глумац                | Улога |
| --------------------- | ----- |
| Мато Ерговић          |       |
| Михаило Миша Јанкетић |       |
| Едо Перочевић         | Божо  |
| Бранка Лончар         |       |
| Фабијан Шоваговић     | Симун |